# Feindehnungsmessung
Die Feindehnungsmessung ist ein Verfahren der Werkstoffprüfung. Zur Ermittlung elastischer Werkstoffkennwerte werden auf einer elektronischen Zerreißmaschine bei stufenweiser Belastung an einem Probestab folgende Größen mit folgenden Sensoren gemessen und kontinuierlich registriert:
- die Kraft durch einen Kraftaufnehmer
- die Längenänderung der Probe mit einem Wegaufnehmer
- die Längs- und Querdehnung der Probe mit Dehnungsmessstreifen (DMS).

Die Belastung erfolgt nur im elastischen Bereich.